# Cottonwood (condado de Yavapai)
Cottonwood es una ciudad ubicada en el condado de Yavapai en el estado estadounidense de Arizona. En el censo de 2010 tenía una población de 11 265 habitantes y una densidad poblacional de 265,08 personas por km².

## Geografía
Cottonwood se encuentra ubicada en las coordenadas 34°43′11″N 112°0′5″O / 34.71972, -112.00139. Según la Oficina del Censo de los Estados Unidos, Cottonwood tiene una superficie total de 42,5 km², de la cual 42,5 km² corresponden a tierra firme y (0%) 0 km² es agua.

## Demografía
Según el censo de 2010, había 11.265 personas residiendo en Cottonwood. La densidad de población era de 265,08 hab./km². De los 11.265 habitantes, Cottonwood estaba compuesto por el 83,56% blancos, el 0,78% eran afroamericanos, el 1,77% eran amerindios, el 0,94% eran asiáticos, el 0,09% eran isleños del Pacífico, el 10,07% eran de otras razas y el 2,8% pertenecían a dos o más razas. Del total de la población el 22,84% eran hispanos o latinos de cualquier raza.